# Munderkingen
Munderkingen település Németországban, azon belül Baden-Württembergben. Lakosainak száma 5422 fő (2023. december 31.).

## Népesség
A település népessége az elmúlt években az alábbi módon változott:
| Lakosok száma | 4909 | 5156 | 5249 | 5292 | 5385 | 5380 | 5422 |
|               | 1975 | 2012 | 2017 | 2019 | 2021 | 2022 | 2023 |

## Fekvése
Ehingentől délnyugatra fekvő település.

## Története
A három oldalról Duna övezte festői kisvárost a 13. században alapították, s vidéki kisvárosként is a szabad birodalmi városokat megközelítő szabadságjogai voltak. Ehingen 1805 óta tartozik Württemberghez.
Késő gótikus stílusú plébániatemplomát a 18. században barokk stílus szerint alakították át.
Imponáló, magasan a Duna fölött fekvő 1706-ból való gazdasága is, amelyet az Obermarchtal-kolostor építtetett.

## Nevezetességek
- Szt. Dionysos plébániatemploma (Pfarrkirche St. Dyonysos)

## Galéria

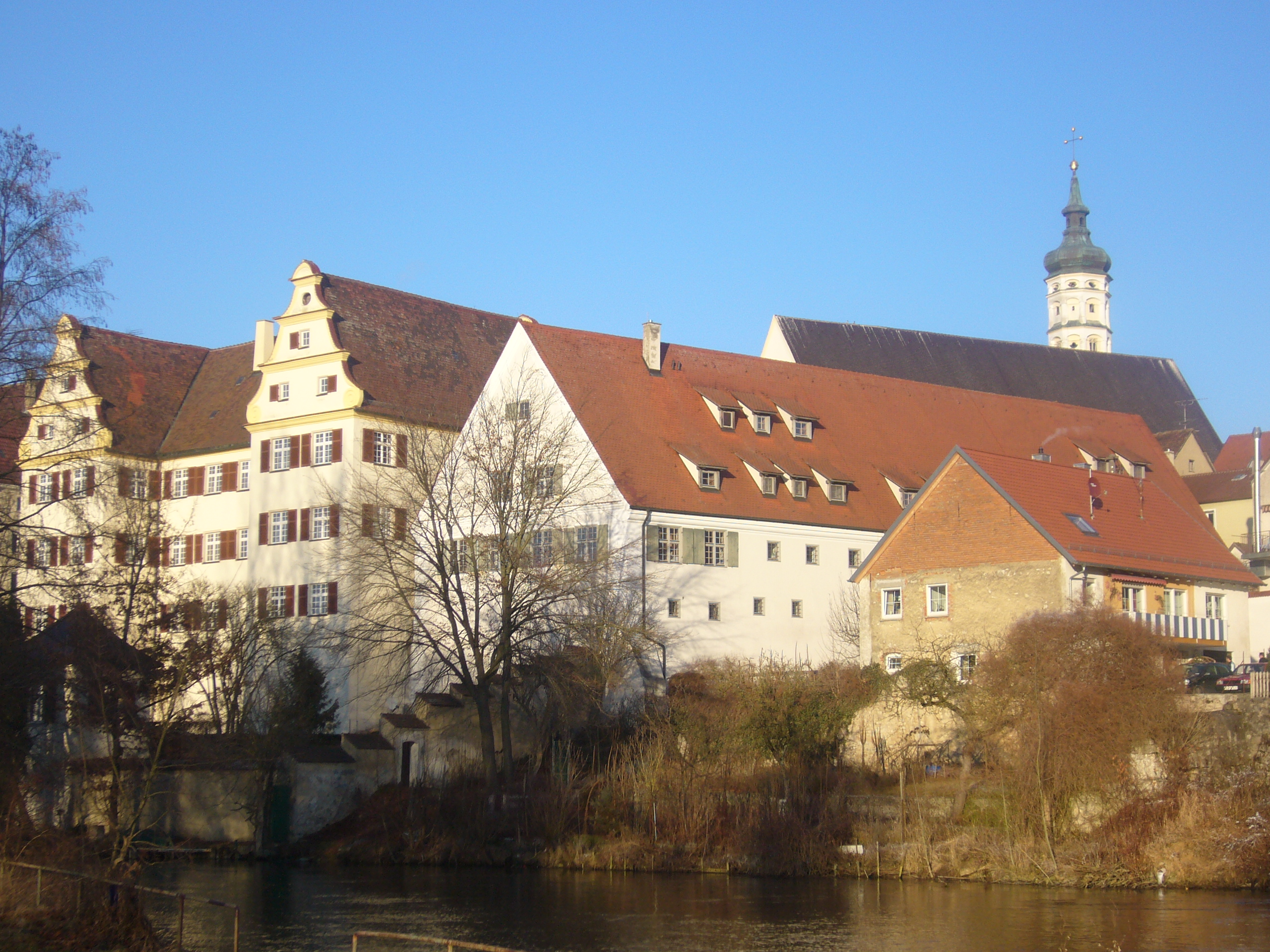
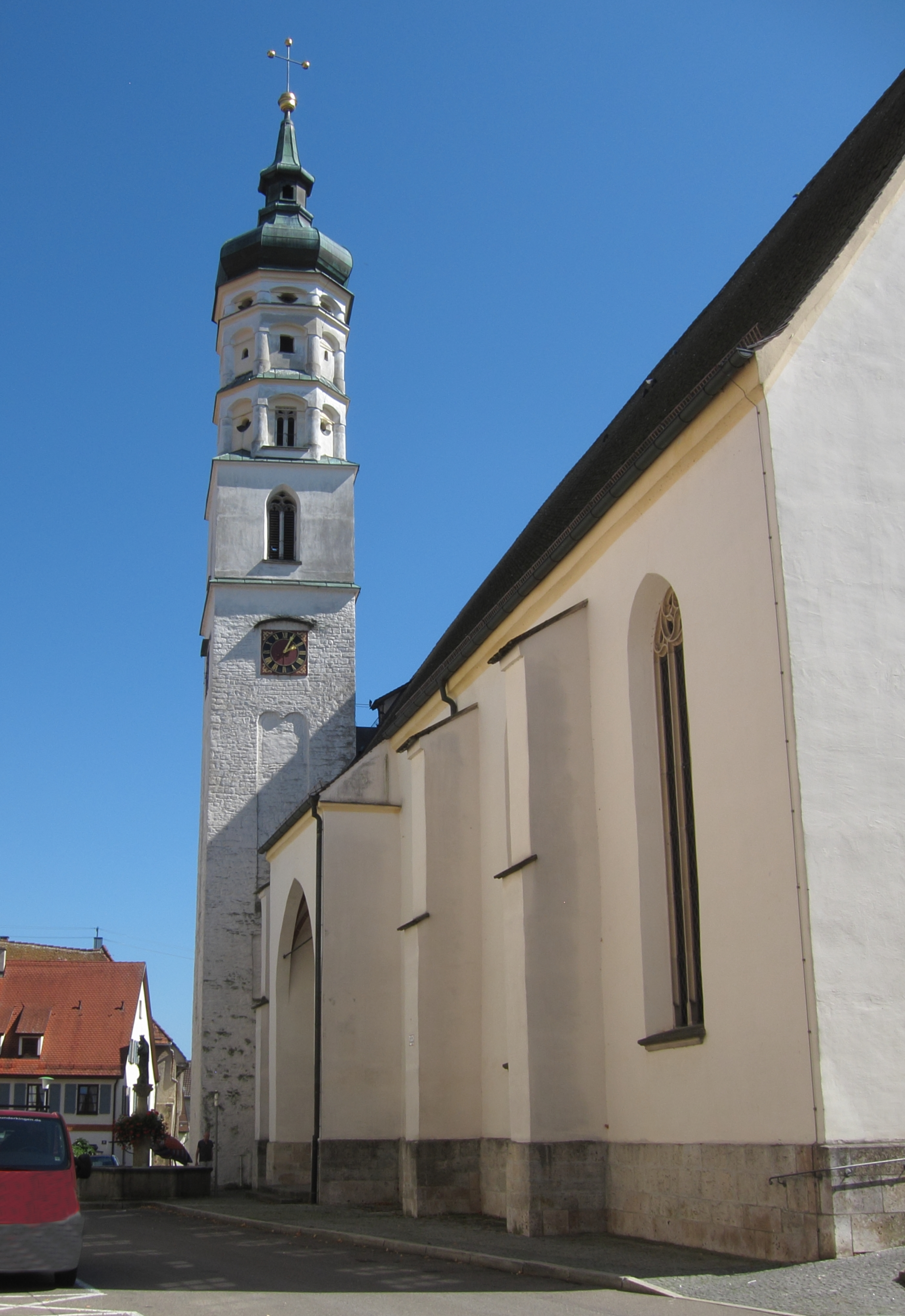
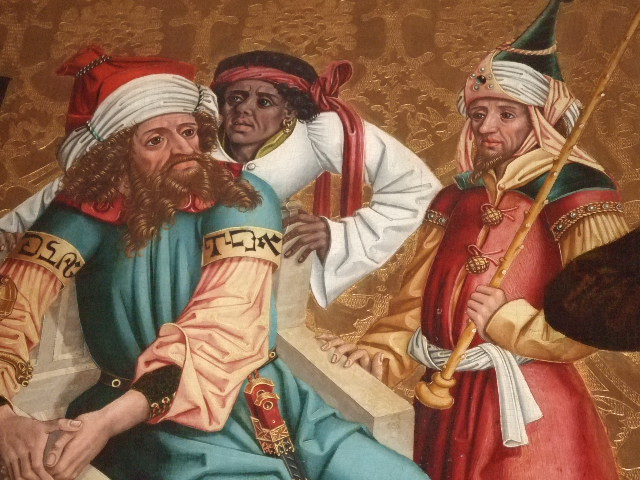
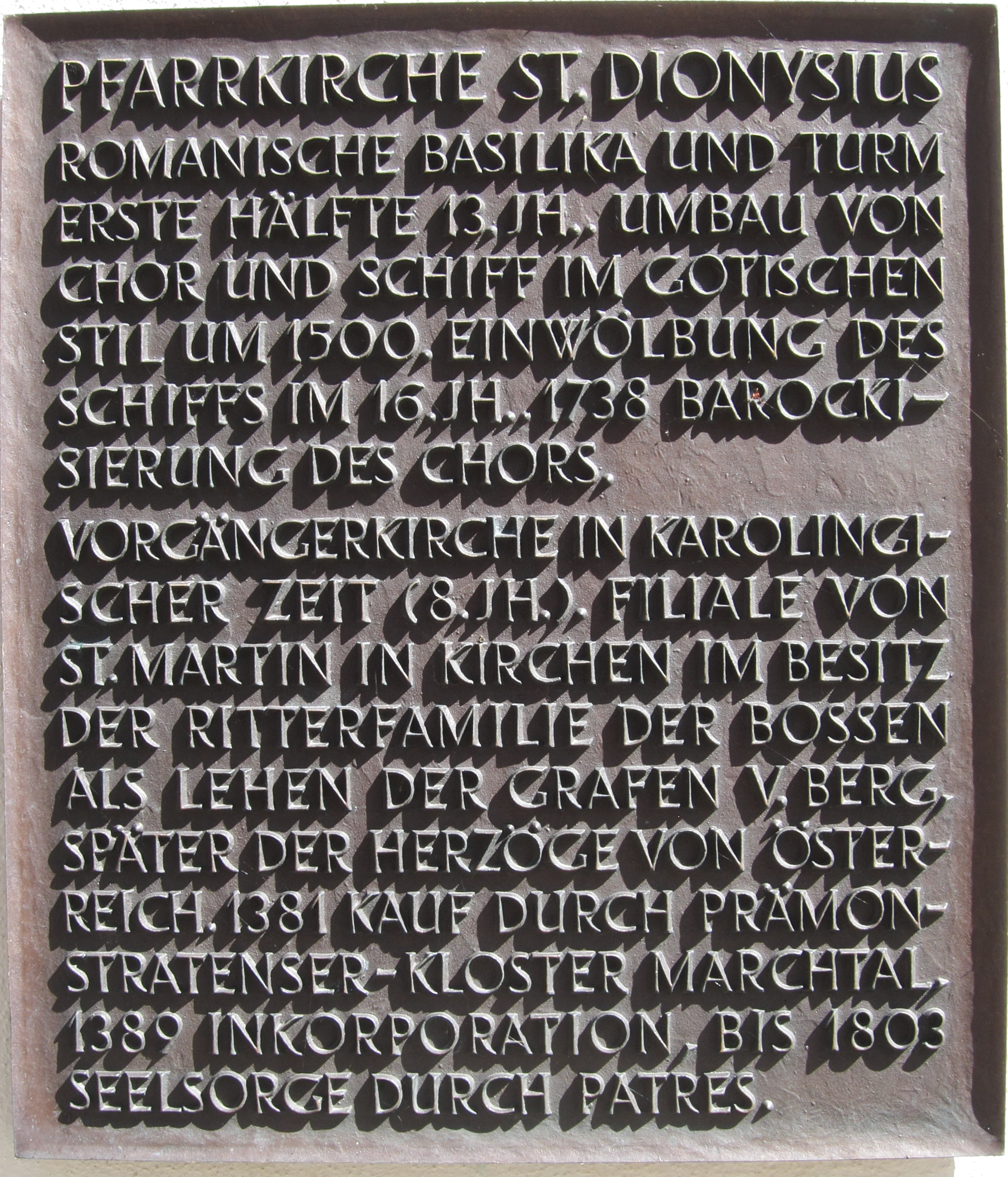
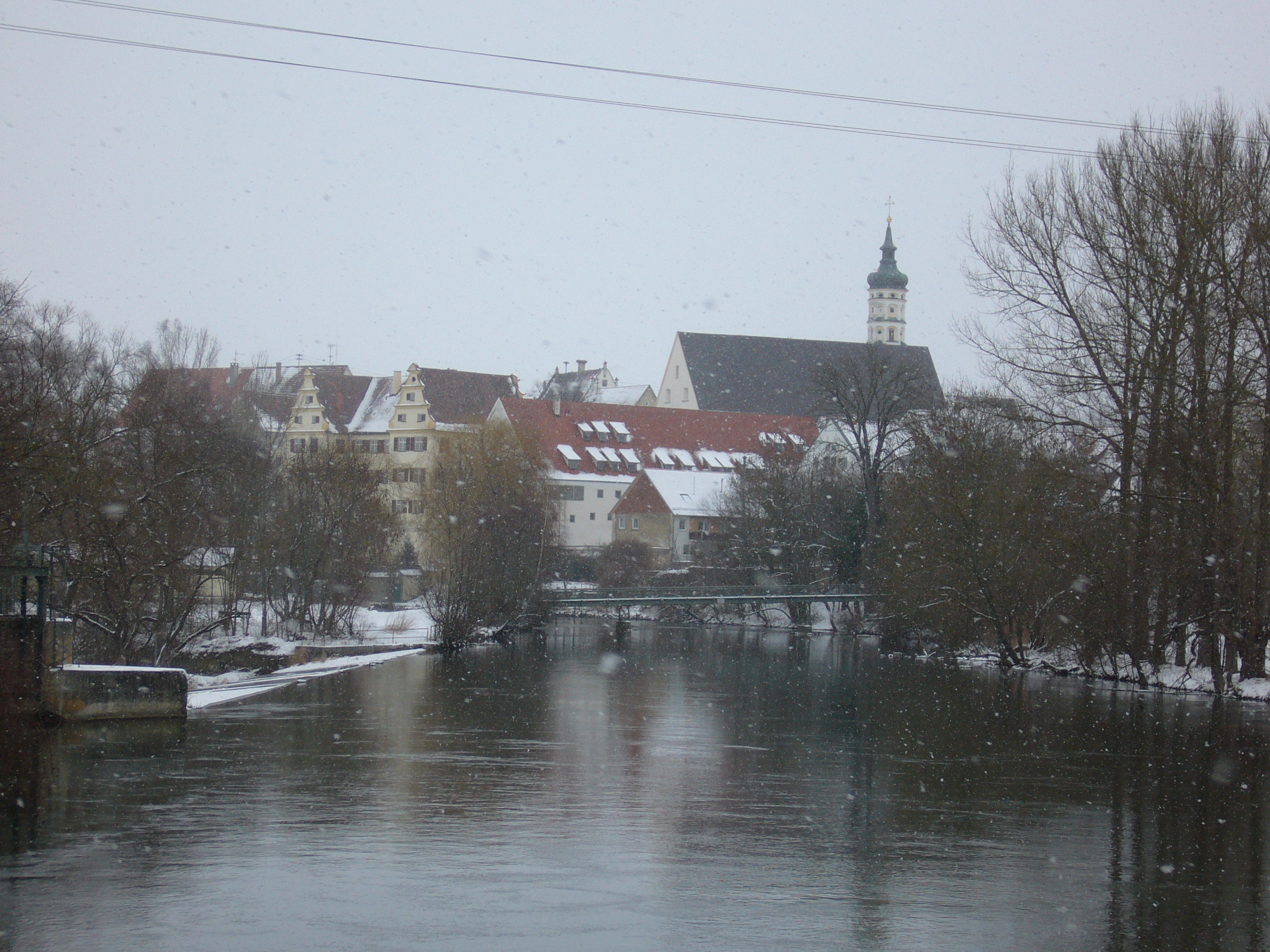
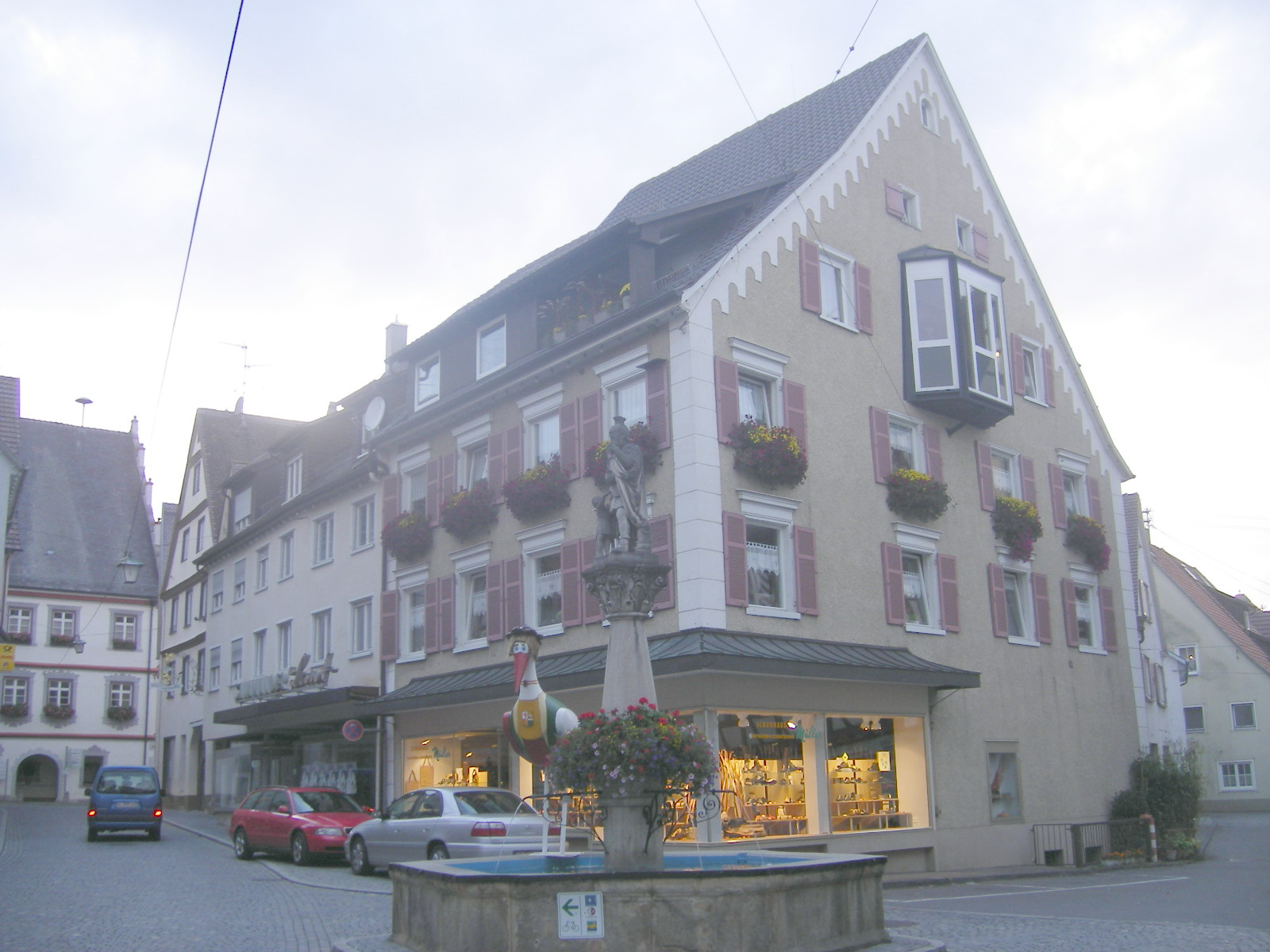
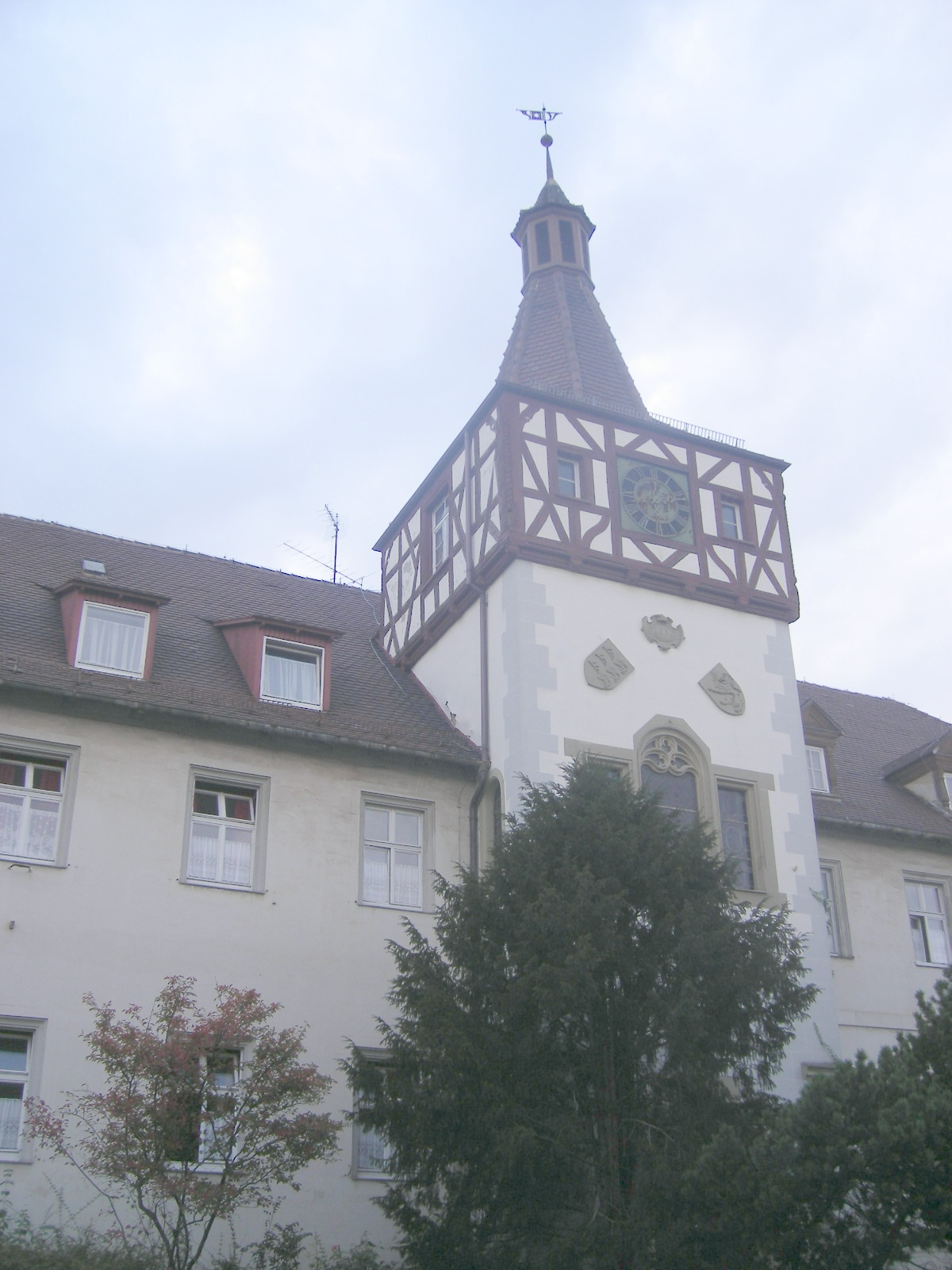
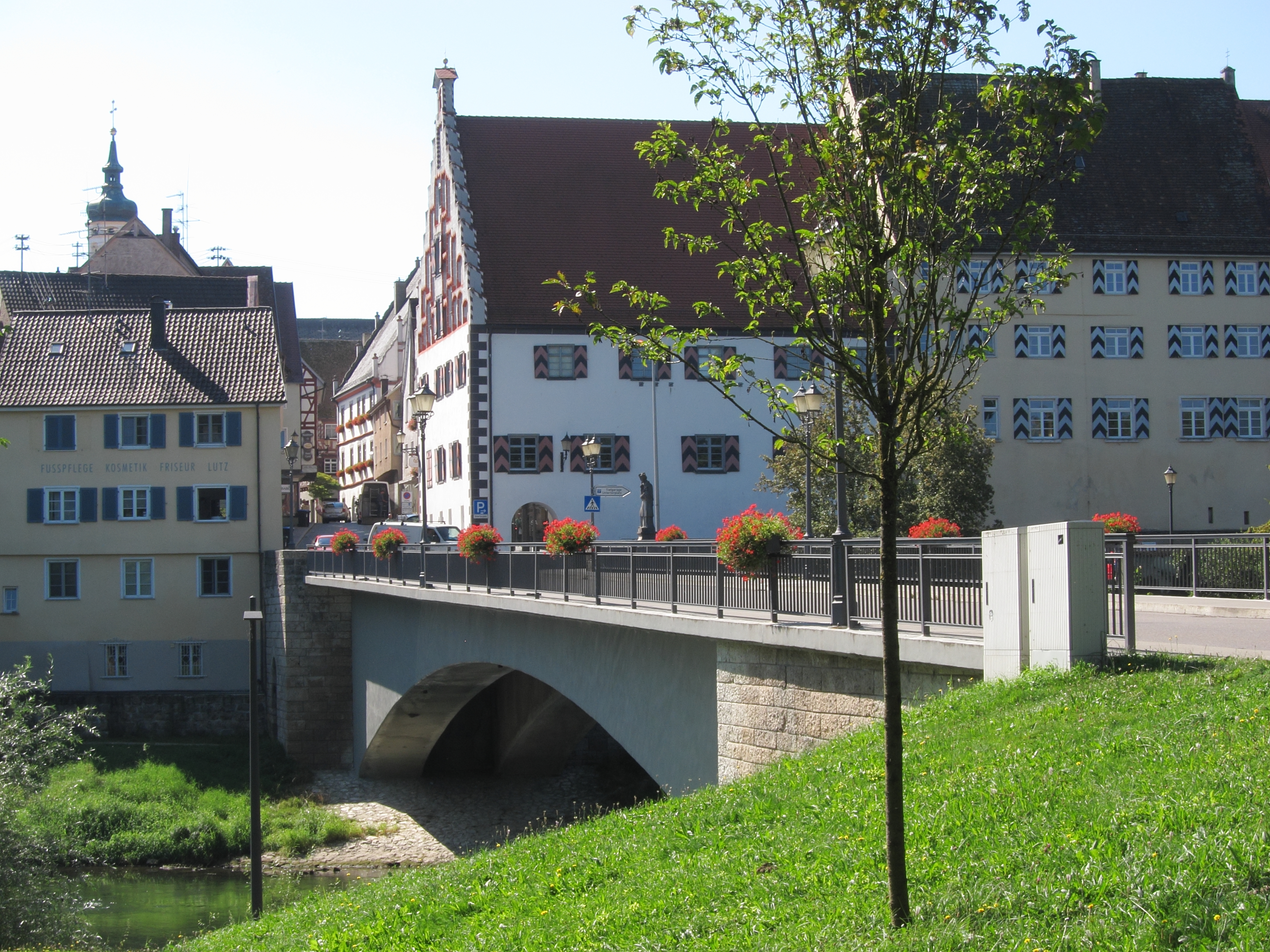
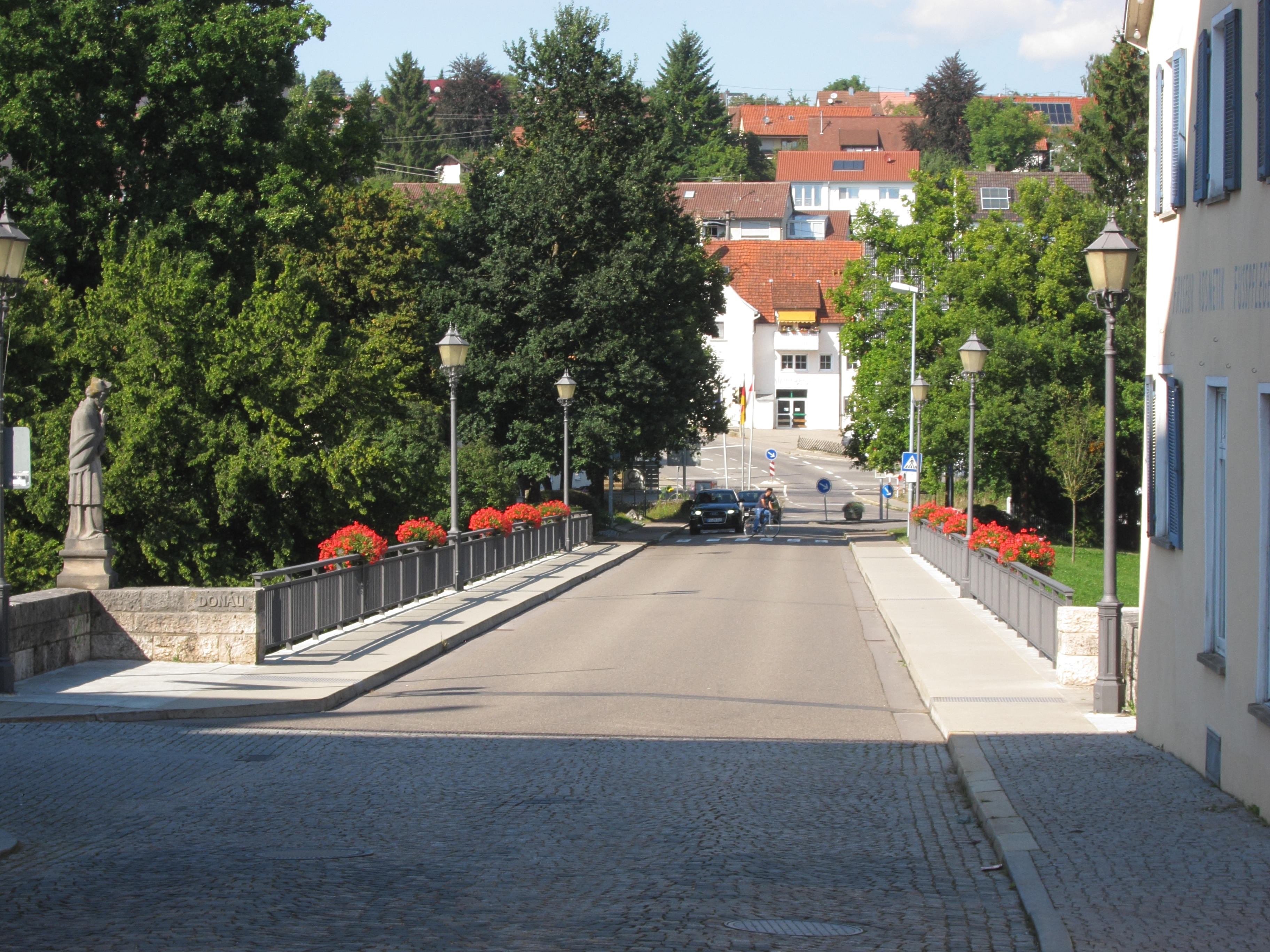
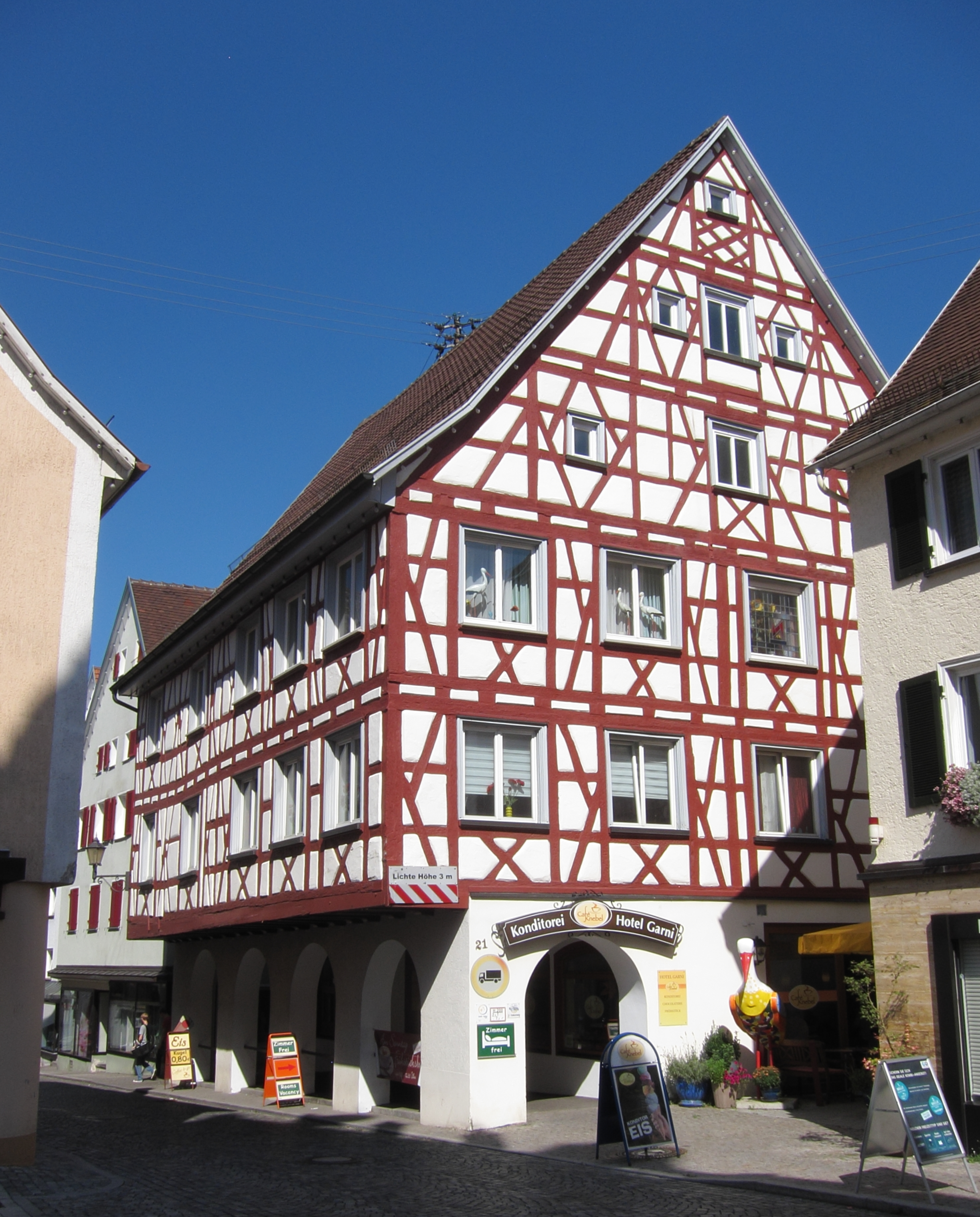
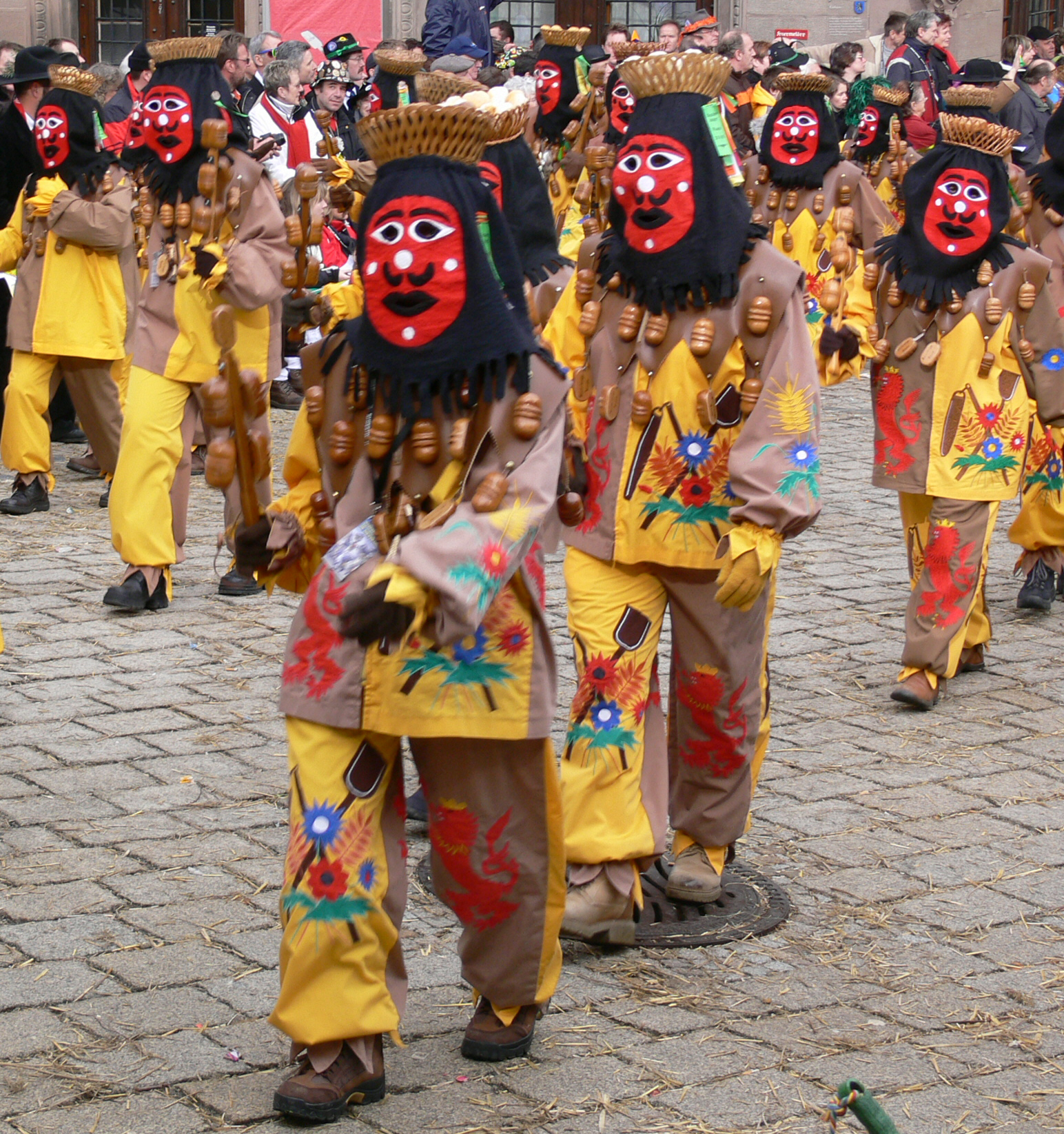
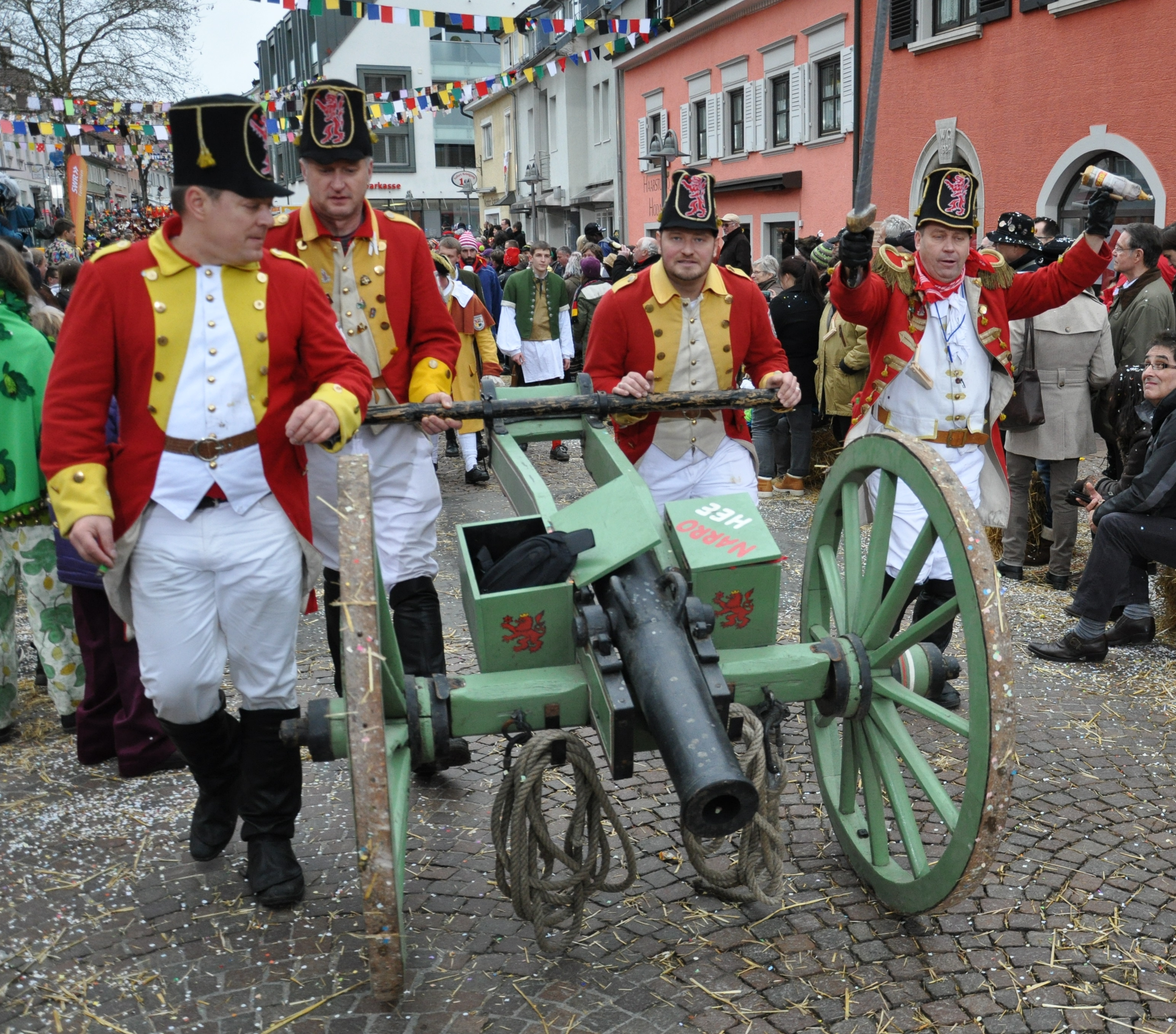